# Campionat del Món de persecució per equips masculí
El Campionat del món de persecució per equips masculins és el campionat del món de Persecució per equips organitzat anualment per l'UCI, dins els Campionats del Món de Ciclisme en pista.
Es disputen des de 1962 en un principi en la modalitat amateur i a partir de 1993 amb equips professionals. Les edicions dels anys 1972, 1976, 1980, 1984, 1988 i 1992 no es van diputar per coincidir amb els Jocs Olímpics. Així els campions olímpics tenien el dret de portar el mallot irisat de Campions del món.

## Pòdiums dels Guanyadors

### Persecució per equips amateur
| Proves | Or                                                                                              | Plata | Bronze                                                                                        |
| 1962   | RFA · Ehrenfried Rudolph · Bernd Rohr · Klaus May · Lothar Claesges                             | Dinamarca · Deut Hansen · Preben Isaksson · Kaj Erik Jensen · Kurt Vid-Stein                                     | Unió Soviètica · Arnold Belgardt · Leonid Kolumbet · Stanislav Moskvin · Viktor Romanov       |
| 1963   | Unió Soviètica · Arnold Belgardt · Sergeï Teretschenkov · Stanislav Moskvin · Viktor Romanov    | RFA · Lothar Claesges · Clemens Grossimlinghaus · Karl-Heinz Henrichs · Ernst Streng                             | Dinamarca · Deut Hansen · Preben Isaksson · Leif Larsen · Kurt Vid-Stein                      |
| 1964   | RFA · Lothar Claesges · Karl Link · Karl-Heinz Henrichs · Ernst Streng                          | Itàlia · Attilio Benfatto · Vincenzo Mantovani · Carlo Rancati · Franco Testa                                    | Unió Soviètica · Arnold Belgardt · Leonid Kolumbet · Stanislav Moskvin · Sergeï Teretschenkov |
| 1965   | Unió Soviètica · Stanislav Moskvin · Sergeï Teretschenkov · Mikhail Kolyuschev · Leonid Vukolov | Itàlia · Cipriano Chemello · Vincenzo Mantovani · Aroldo Spadoni · Luigi Roncaglia                               | Txecoslovàquia · Jiří Daler · Milan Puzrla · Frantisek Rezak · Milos Jelinek                  |
| 1966   | Itàlia · Cipriano Chemello · Antonio Castello · Luigi Roncaglia · Gino Pancino                  | RFA · Karl-Heinz Henrichs · Herbert Honz · Jürgen Kissner · Karl Link                                            | Unió Soviètica · Stanislav Moskvin · Viktor Bykov · Mikhail Kolyuschev · Leonid Vukolov       |
| 1967   | Unió Soviètica · Stanislav Moskvin · Mikhail Kolyuschev · Viktor Bykov · Dzintars Latsis        | Itàlia · Cipriano Chemello · Antonio Castello · Luigi Roncaglia · Gino Pancino                                   | RFA · Karl-Heinz Henrichs · Rainer Podlesch · Jürgen Kissner · Karl Link                      |
| 1968   | Itàlia · Cipriano Chemello · Lorenzo Bosisio · Giorgio Morbiato · Luigi Roncaglia               | Argentina · Carlos Álvarez Seidanes · Juan Alves Gordon · Ernesto Contreras Vasquez · Juan-Alberto Merlos Toledo | Suècia · Erik Pettersson · Tomas Pettersson · Gösta Pettersson · Josef Ripfel                 |
| 1969   | Unió Soviètica · Stanislav Moskvin · Vladimir Kuznetzov · Viktor Bykov · Sergeï Kuskov          | Itàlia · Pietro Algeri · Giacomo Bazzan · Giorgio Morbiato · Antonio Castello                                    | França · Claude Buchon · Bernard Darmet · René Grignon · Daniel Rebillard                     |
| 1970   | RFA · Günter Haritz · Peter Vonhof · Hans Lutz · Günter Schumacher                              | RDA · Thomas Huschke · Heinz Richter · Herbert Richter · Manfred Ulbricht                                        | Unió Soviètica · Stanislav Moskvin · Vladimir Kuznetzov · Viktor Bykov · Vladimir Semenets    |
| 1971   | Itàlia · Pietro Algeri · Giacomo Bazzan · Giorgio Morbiato · Luciano Borgognoni                 | RDA · Thomas Huschke · Heinz Richter · Herbert Richter · Uwe Unterwalder                                         | RFA · Günter Haritz · Udo Hempel · Peter Vonhof · Jürgen Colombo                              |
| 1972   | No disputat per culpa dels Jocs Olímpics                                                        | No disputat per culpa dels Jocs Olímpics                                                                         | No disputat per culpa dels Jocs Olímpics                                                      |
| 1973   | RFA · Günter Schumacher · Peter Vonhof · Hans Lutz · Günter Haritz                              | Regne Unit · Michael Bennett · Richard Evans · Ian Hallam · William Moore                                        | Països Baixos · Gerrie Fens · Peter Nieuwenhuis · Herman Ponsteen · Roy Schuiten              |
| 1974   | RFA · Günter Schumacher · Peter Vonhof · Hans Lutz · Dietrich Thurau                            | RDA · Thomas Huschke · Heinz Richter · Uwe Unterwalder · Klaus-Jürgen Grünke                                     | Txecoslovàquia · Pavel Doležel · Petr Kocek · Michal Klasa · Zdeněk Dohnal                    |
| 1975   | RFA · Günter Schumacher · Peter Vonhof · Hans Lutz · Gregor Braun                               | Unió Soviètica · Vladimir Osokin · Vitali Petrakov · Viktor Sokolov · Alexandre Perov                            | RDA · Norbert Dürpisch · Thomas Huschke · Uwe Unterwalder · Klaus-Jürgen Grünke               |
| 1976   | No disputat per culpa dels Jocs Olímpics                                                        | No disputat per culpa dels Jocs Olímpics                                                                         | No disputat per culpa dels Jocs Olímpics                                                      |
| 1977   | RDA · Norbert Dürpisch · Gerald Mortag · Matthias Wiegand · Volker Winkler                      | RFA · Günter Schumacher · Peter Vonhof · Hans Lutz · Henry Rincklin                                              | Suïssa · Robert Dill-Bundi · Daniel Gisiger · Hans Kaenel · Walter Baumgartner                |
| 1978   | RDA · Uwe Unterwalder · Gerald Mortag · Matthias Wiegand · Volker Winkler                       | Unió Soviètica · Vladimir Osokin · Vassili Ehrlich · Vitali Petrakov · Igor Pilipenko                            | Suïssa · Robert Dill-Bundi · Urs Freuler · Hans Kaenel · Walter Baumgartner                   |
| 1979   | RDA · Lutz Haueisen · Gerald Mortag · Axel Grosser · Volker Winkler                             | Unió Soviètica · Viktor Manakov · Vassili Ehrlich · Vladimir Osokin · Vitali Petrakov                            | Itàlia · Maurizio Bidinost · Pierangelo Bincoletto · Silvestro Milani · Sandro Callari        |
| 1980   | No disputat per culpa dels Jocs Olímpics                                                        | No disputat per culpa dels Jocs Olímpics                                                                         | No disputat per culpa dels Jocs Olímpics                                                      |
| 1981   | RDA · Detlef Macha · Bernd Dittert · Axel Grosser · Volker Winkler                              | Unió Soviètica · Alexandre Krasnov · Viktor Manakov · Alexandre Kulikov · Nikolai Kuznetsov                      | Txecoslovàquia · Martin Penc · Ales Trcka · František Raboň · Jiri Pokorny                    |
| 1982   | Unió Soviètica · Konstantin Khrabvzov · Alexandre Krasnov · Valeri Movchan · Sergeï Nikitenko   | RFA · Roland Günther · Gerhard Strittmatter · Axel Bokeloh · Michael Marx                                        | RDA · Detlef Macha · Mario Hernig · Gerald Buder · Volker Winkler                             |
| 1983   | RFA · Rolf Gölz · Roland Günther · Gerhard Strittmatter · Michael Marx                          | RDA · Carsten Wolf · Mario Hernig · Bernd Dittert · Hans-Joachim Pohl                                            | Txecoslovàquia · Pavel Soukop · Ales Trcka · František Raboň · Robert Sterba                  |
| 1984   | No disputat per culpa dels Jocs Olímpics                                                        | No disputat per culpa dels Jocs Olímpics                                                                         | No disputat per culpa dels Jocs Olímpics                                                      |
| 1985   | Itàlia · Roberto Amadio · Massimo Brunelli · Gianpaolo Grisandi · Silvio Martinello             | Polònia · Ryszard Davidowicz · Marian Turowski · Leszek Stepniewski · Andrzej Sikorski                           | Unió Soviètica · Viatxeslav Iekímov · Alexandre Krasnov · Marat Ganéiev · Vassili Schpundov   |
| 1986   | Txecoslovàquia · Pavel Soukop · Ales Trcka · Svatopluk Buchta · Teodor Cerny                    | RDA · Steffen Blochwitz · Dirk Meier · Bernd Dittert · Roland Hennig                                             | Unió Soviètica · Viatxeslav Iekímov · Alexandre Krasnov · Viktor Manakov · Sergei Khmelinin   |
| 1987   | Unió Soviètica · Viatxeslav Iekímov · Alexander Krasnov · Viktor Manakov · Sergeï Khmelinin     | RDA · Steffen Blochwitz · Dirk Meier · Carsten Wolf · Roland Hennig                                              | Txecoslovàquia · Pavel Soukop · Miroslav Kundera · Svatopluk Buchta · Miroslav Junec          |
| 1988   | No disputat per culpa dels Jocs Olímpics                                                        | No disputat per culpa dels Jocs Olímpics                                                                         | No disputat per culpa dels Jocs Olímpics                                                      |
| 1989   | RDA · Steffen Blochwitz · Carsten Wolf · Thomas Liese · Guido Fulst                             | Unió Soviètica · Viatxeslav Iekímov · Ievgueni Berzin · Dmitri Nelyubin · Michail Orlov                          | Itàlia · Marco Villa · Giovanni Lombardi · Ivan Cerioli · David Solari                        |
| 1990   | Unió Soviètica · Valeri Baturo · Ievgueni Berzin · Dmitri Nelyubin · Alexander Gontchenkov      | RFA · Michael Glöckner · Stefan Steinweg · Erik Weispfennig · Andreas Walzer                                     | Austràlia · Brett Aitken · Stephen Mcglede · Darren Winter · Mark Kingsland                   |
| 1991   | Alemanya · Michael Glöckner · Stefan Steinweg · Jens Lehmann · Andreas Walzer                   | Unió Soviètica · Ievgueni Berzin · Vladislav Bóbrik · Vadim Kravtchenko · Dmitri Nelyubin                        | Austràlia · Brett Aitken · Stephen Mcglede · Shawn O'Brien · Stuart O'Grady                   |
| 1992   | No disputat per culpa dels Jocs Olímpics                                                        | No disputat per culpa dels Jocs Olímpics                                                                         | No disputat per culpa dels Jocs Olímpics                                                      |

### Persecució per equips professional
| Proves | Or | Plata | Bronze |
| 1993   | Austràlia · Brett Aitken · Tim O'shannessy · Billy Shearsby · Stuart O'Grady                                          | Alemanya · Guido Fulst · Andreas Bach · Jens Lehmann · Torsten Schmidt                                               | Dinamarca · Jimmi Madsen · Klaus-Kynde Nielsen · Jan-Bo Petersen · Lars-Otto Olsen                                    |
| 1994   | Alemanya · Guido Fulst · Andreas Bach · Jens Lehmann · Danilo Hondo                                                   | Estats Units · Carl Sundquist · Dirk Copeland · Mariano Friedick · Adam Laurent                                      | Austràlia · Brett Aitken · Tim O'shannessy · Rodney Mcgee · Stuart O'Grady                                            |
| 1995   | Austràlia · Bradley McGee · Tim O'shannessy · Rodney Mcgee · Stuart O'Grady                                           | Ucraïna · Alexander Simonenko · Sergiy Matveyev · Bogdan Bondariew · Dimitri Tolstenkov                              | Estats Units · Zach Conrad · Dirk Copeland · Mariano Friedick · Matt Hamon                                            |
| 1996   | Itàlia · Andrea Collinelli · Adler Capelli · Cristiano Citton · Mauro Trentini                                        | França · Philippe Ermenault · Jean-Michel Monin · Francis Moreau · Cyril Bos                                         | Alemanya · Guido Fulst · Thorsten Rund · Heiko Szonn · Danilo Hondo                                                   |
| 1997   | Itàlia · Andrea Collinelli · Adler Capelli · Cristiano Citton · Mario Benetton                                        | Ucraïna · Alexander Simonenko · Sergiy Matveyev · Alexander Fedenko · Alexander Klimenko                             | França · Philippe Ermenault · Jérôme Neuville · Carlos Da Cruz · Franck Perque                                        |
| 1998   | Ucraïna · Alexander Simonenko · Sergiy Matveyev · Alexander Fedenko · Ruslan Pidgornyy                                | Alemanya · Guido Fulst · Robert Bartko · Daniel Becke · Christian Lademann                                           | Itàlia · Andrea Collinelli · Adler Capelli · Cristiano Citton · Mario Benetton                                        |
| 1999   | Alemanya · Guido Fulst · Robert Bartko · Daniel Becke · Jens Lehmann · Christian Lademann (q) · Olaf Pollack (q)      | França · Philippe Ermenault · Jérôme Neuville · Francis Moreau · Cyril Bos                                           | Rússia · Eduard Gritsun · Aleksei Màrkov · Vladislav Boríssov · Denís Smislov                                         |
| 2000   | Alemanya · Guido Fulst · Sebastian Siedler · Daniel Becke · Jens Lehmann                                              | Regne Unit · Paul Manning · Bradley Wiggins · Chris Newton · Jonathan Clay                                           | França · Damien Pommereau · Jérôme Neuville · Philippe Gaumont · Cyril Bos                                            |
| 2001   | Ucraïna · Alexander Simonenko · Sergeï Tscherniowsky · Alexander Fedenko · Lyubomyr Polatayko                         | Regne Unit · Paul Manning · Bradley Wiggins · Chris Newton · Bryan Steel                                             | Alemanya · Guido Fulst · Sebastian Siedler · Christian Bach · Jens Lehmann                                            |
| 2002   | Austràlia · Peter Dawson · Brett Lancaster · Stephen Wooldridge · Luke Roberts                                        | Alemanya · Guido Fulst · Sebastian Siedler · Christian Bach · Jens Lehmann                                           | Regne Unit · Paul Manning · Bradley Wiggins · Chris Newton · Bryan Steel                                              |
| 2003   | Austràlia · Graeme Brown · Peter Dawson · Brett Lancaster · Luke Roberts                                              | Regne Unit · Robert Hayles · Paul Manning · Bryan Steel · Bradley Wiggins                                            | França · Fabien Merciris · Jérôme Neuville · Franck Perque · Fabien Sanchez                                           |
| 2004   | Austràlia · Peter Dawson · Ashley Hutchinson · Luke Roberts · Stephen Wooldridge                                      | Regne Unit · Robert Hayles · Paul Manning · Chris Newton · Bryan Steel                                               | Espanya · Carlos Castaño Panadero · Sergi Escobar · Asier Maeztu · Carles Torrent                                     |
| 2005   | Regne Unit · Steve Cummings · Rob Hayles · Paul Manning · Chris Newton                                                | Països Baixos · Levi Heimans · Jens Mouris · Peter Schep · Niki Terpstra                                             | Austràlia · Matthew Goss · Ashley Hutchinson · Mark Jamieson · Stephen Wooldridge                                     |
| 2006   | Austràlia · Peter Dawson · Matthew Goss · Mark Jamieson · Stephen Wooldridge                                          | Regne Unit · Steve Cummings · Robert Hayles · Paul Manning · Geraint Thomas                                          | Ucraïna · Volodímir Diúdia · Roman Kononenko · Maxim Polischuk · Lyubomyr Polatayko                                   |
| 2007   | Regne Unit · Edward Clancy · Geraint Thomas · Paul Manning · Bradley Wiggins                                          | Ucraïna · Vitali Popkov · Lyubomyr Polatayko · Maxim Polischuk · Vitaly Shchedov                                     | Dinamarca · Casper Jørgensen · Jens-Erik Madsen · Michael Mørkøv · Alex Rasmussen                                     |
| 2008   | Regne Unit · Edward Clancy · Bradley Wiggins · Paul Manning · Geraint Thomas                                          | Dinamarca · Michael Færk Christensen · Alex Rasmussen · Jens-Erik Madsen · Casper Jørgensen                          | Austràlia · Graeme Brown · Luke Roberts · Bradley McGee · Mark Jamieson                                               |
| 2009   | Dinamarca · Michael Færk Christensen · Alex Rasmussen · Jens-Erik Madsen · Casper Jørgensen                           | Austràlia · Jack Bobridge · Rohan Dennis · Leigh Howard · Cameron Meyer                                              | Nova Zelanda · Westley Gough · Peter Latham · Marc Ryan · Jesse Sergent                                               |
| 2010   | Austràlia · Jack Bobridge · Michael Hepburn · Rohan Dennis · Cameron Meyer                                            | Regne Unit · Edward Clancy · Steven Burke · Ben Swift · Andrew Tennant                                               | Nova Zelanda · Westley Gough · Peter Latham · Sam Bewley · Jesse Sergent                                              |
| 2011   | Austràlia · Jack Bobridge · Michael Hepburn · Rohan Dennis · Luke Durbridge                                           | Rússia · Aleksei Màrkov · Ievgueni Kovaliov · Ivan Kovaliov · Alexander Serov                                        | Regne Unit · Samuel Harrison · Steven Burke · Peter Kennaugh · Andrew Tennant                                         |
| 2012   | Regne Unit · Edward Clancy · Steven Burke · Peter Kennaugh · Geraint Thomas                                           | Austràlia · Glenn O'Shea · Jack Bobridge · Rohan Dennis · Michael Hepburn                                            | Nova Zelanda · Aaron Gate · Sam Bewley · Westley Gough · Marc Ryan                                                    |
| 2013   | Austràlia · Glenn O'Shea · Alexander Edmondson · Michael Hepburn · Alexander Morgan                                   | Regne Unit · Steven Burke · Edward Clancy · Samuel Harrison · Andrew Tennant                                         | Dinamarca · Lasse Norman Hansen · Casper Folsach · Mathias Møller Nielsen · Rasmus Christian Quaade                   |
| 2014   | Austràlia · Glenn O'Shea · Alexander Edmondson · Luke Davison · Mitchell Mulhern · Miles Scotson (q)                  | Dinamarca · Lasse Norman Hansen · Casper Folsach · Alex Rasmussen · Rasmus Christian Quaade                          | Nova Zelanda · Aaron Gate · Pieter Bulling · Dylan Kennett · Marc Ryan                                                |
| 2015   | Nova Zelanda · Alex Frame · Pieter Bulling · Dylan Kennett · Regan Gough · Marc Ryan (q)                              | Regne Unit · Steven Burke · Edward Clancy · Owain Doull · Andrew Tennant                                             | Austràlia · Miles Scotson · Alexander Edmondson · Luke Davison · Jack Bobridge · Jack Bobridge · Mitchell Mulhern (q) |
| 2016   | Austràlia · Sam Welsford · Michael Hepburn · Miles Scotson · Callum Scotson · Alexander Porter (q) · Luke Davison (q) | Regne Unit · Jonathan Dibben · Owain Doull · Edward Clancy · Bradley Wiggins · Steven Burke (q) · Andrew Tennant (q) | Dinamarca · Lasse Norman Hansen · Niklas Larsen · Frederik Madsen · Casper von Folsach · Rasmus Quaade (q)            |
| 2017   | Austràlia · Sam Welsford · Cameron Meyer · Alexander Porter · Nick Yallouris · Kelland O'Brien (q) · Rohan Wight (q)  | Nova Zelanda · Regan Gough · Pieter Bulling · Dylan Kennett · Nicholas Kergozou                                      | Itàlia · Simone Consonni · Liam Bertazzo · Filippo Ganna · Francesco Lamon · Michele Scartezzini (q)                  |